# 前田桜茄
前田 桜茄（まえだ はるか、1996年11月6日 - ）は、沖縄県宜野座村出身の元女子プロ野球選手（外野手）。

## 経歴
小学校3年生の時から軟式野球を始め、宜野座中学校時代も活躍した。高校は鹿児島県の神村学園高等学校に入学し、硬式野球部の選手として活躍した。身長が150cmで不安になったこともあったが、当時の監督から「プロ野球を変えてこい」と言われ、2014年8月に日本女子プロ野球リーグの関西地区の入団テストに挑戦。その後合格。2015年に東北レイアに入団。
2017年に京都フローラ、2018年に埼玉アストライアを経て、2019年にシーズン途中に愛知ディオーネに移籍した。
2019年11月1日、今季限りで女子プロ野球リーグを退団することが発表された。
2020年シーズンから兵庫県三田市を本拠地とする兵庫ブルーサンダーズ女子硬式野球チームに加入。背番号は33。
2021年は同年から始動する女子硬式クラブチーム阪神タイガース Womenに入団することが発表された。
2024年10月22日、今季限りでの現役引退を発表した。

## 人物
ニックネームは身長150cmと小柄な体格から「小さな巨人」で、同じく小柄な選手であるメジャーリーガーのホセ・アルトゥーベに憧れている。
レイア、アストライア時代にチームメイトだったみなみとは仲が良く、前田とは対照的にみなみは身長173cmと長身のため「凸凹コンビ」と呼ばれている。

## 詳細情報

### 年度別打撃成績
| 2015      | レイア                   | 8   | 20  | 18  | 2  | 3  | 1  | 0 | 0 | 4   | 0  | 0  | 0 | 2  | 0 | 0  | – | 0  | 0  | 0 | .167 | .167 | .222 | .389  | 0.00  | 0  |
| 2016      | レイア                   | 17  | 54  | 46  | 10 | 20 | 2  | 4 | 0 | 30  | 8  | 3  | 0 | 2  | 0 | 5  | – | 1  | 0  | 0 | .435 | .500 | .652 | 1.152 | 0.00  | 10 |
| 2017      | フローラ                 | 43  | 150 | 127 | 16 | 33 | 7  | 1 | 0 | 42  | 13 | 9  | 2 | 9  | 2 | 8  | – | 4  | 8  | 5 | .260 | .319 | .331 | .650  | 18.75 | 10 |
| 2018      | アストライア             | 26  | 51  | 45  | 3  | 13 | 3  | 0 | 0 | 16  | 4  | 2  | 0 | 1  | 0 | 2  | – | 3  | 7  | 1 | .289 | .360 | .356 | .716  | 7.29  | 10 |
| 2019      | アストライア/ ディオーネ | 53  | 116 | 102 | 10 | 30 | 5  | 3 | 0 | 41  | 6  | 10 | 2 | 0  | 0 | 8  | – | 6  | 9  | 3 | .294 | .379 | .402 | .781  | 12.89 | 10 |
| JWBL：5年 | JWBL：5年                | 147 | 391 | 338 | 41 | 99 | 18 | 8 | 0 | 133 | 31 | 24 | 4 | 14 | 2 | 23 | – | 14 | 24 | 9 | .293 | .361 | .393 | .754  | 16.29 | 40 |

- 2019年度シーズン終了時
- 「-」は記録なし
- 赤太字は2015年育成型チームになって以降、レイア史上最多。

### 記録
- 初出場：2015年5月23日、対埼玉アストライア戦、9番・右翼手で出場
- 初打席：同上、3回裏に磯崎由加里から二ゴロ
- 初安打：2015年6月6日、対兵庫ディオーネ戦、7回裏に村田詩歩から右中間二塁打

### 背番号
- 33 （2015年 - 2016年、2020年 - 2024年）
- 23 （2017年）
- 2 （2018年 - 2019年途）
- 3 （2019年途 - 同年終了）